# Tropkillaz
Tropkillaz é um projeto de música eletrônica formado em 2012 pelos DJs e produtores brasileiros André Laudz e Zé Gonzales. O grupo ganhou fama depois que um de seus remixes (da musica "Hide" do duo N.A.S.A) foi a estrela do comercial de um sistema de som da Sonos, que atingiu cerca de 100 milhões de espectadores no Super Bowl da temporada de 2013. Antes disso no entanto já haviam alcançado considerável repercussão ao ponto de serem convidados para se apresentarem na Europa. Em 2015 o duo se apresentou na edição da Tomorrowland no Brasil. Em 2022 participaram do álbum Sobre Viver (2022) de Criolo, nas canções: "Diário do Kaos"; "Moleques São Meninos", "Crianças São Também"; "Sétimo Templário"; "Quem Planta Amor Aqui Vai Morrer".

## Lista de canções produzidas
| Canção                                             | Ano  | Álbum                                        | Artista(s)                                                  | Produção com                                                             |
| -------------------------------------------------- | ---- | -------------------------------------------- | ----------------------------------------------------------- | ------------------------------------------------------------------------ |
| "Late Igual Cachorro"                              | 2013 | O Inferno do Cachorro Magro                  | Cachorro Magro                                              | —                                                                        |
| "Bang!"                                            | 2014 | O Inferno do Cachorro Magro                  | Cachorro Magro                                              | —                                                                        |
| "Boa Noite"                                        | 2014 | Boa Noite (Remixes) - Single                 | Tropkillaz                                                  | —                                                                        |
| "Tombei"                                           | 2014 | Não adicionado a nenhum álbum                | Karol Conká part. Tropkillaz                                | —                                                                        |
| "Tropkillaz Theme"                                 | 2014 | Whaaa!!! - Single                            | Tropkillaz                                                  | —                                                                        |
| "La Vie"                                           | 2014 | Whaaa!!! - Single                            | Tropkillaz, Pyroman                                         | —                                                                        |
| "Figure B"                                         | 2014 | Whaaa!!! - Single                            | Tropkillaz, The Kemist                                      | —                                                                        |
| "Baby Baby"                                        | 2015 | Não adicionado a nenhum álbum                | Tropkillaz                                                  | —                                                                        |
| "Intro"                                            | 2015 | O Inferno do Cachorro Magro                  | Cachorro Magro                                              | —                                                                        |
| "Deixa Eu Viver"                                   | 2015 | O Inferno do Cachorro Magro                  | Cachorro Magro                                              | —                                                                        |
| "O Clã"                                            | 2015 | O Inferno do Cachorro Magro                  | Cachorro Magro                                              | —                                                                        |
| "FMP"                                              | 2015 | O Inferno do Cachorro Magro                  | Cachorro Magro                                              | —                                                                        |
| "Lemme See"                                        | 2015 | Tropkillaz 100K - Single                     | Tropkillaz                                                  | —                                                                        |
| "Follow Dem"                                       | 2015 | Tropkillaz 100K - Single                     | Tropkillaz                                                  | —                                                                        |
| "Hand Chapping Song"                               | 2015 | Tropkillaz 100K - Single                     | Tropkillaz                                                  | —                                                                        |
| "Kv$h"                                             | 2015 | Não adicionado a nenhum álbum                | Tropkillaz, Ras Congo                                       | —                                                                        |
| "Make the Crowd"                                   | 2015 | Não adicionado a nenhum álbum                | Tropkillaz                                                  | —                                                                        |
| "$$$"                                              | 2015 | Não adicionado a nenhum álbum                | Doncesão part. Tropkillaz                                   | —                                                                        |
| "Não Existe Poesia Sem Pecado"                     | 2015 | Revel                                        | Filipe Ret                                                  | —                                                                        |
| "All Day"                                          | 2015 | Não adicionado a nenhum álbum                | Drunken Masters, Tropkillaz                                 | —                                                                        |
| "BadMan"                                           | 2015 | Não adicionado a nenhum álbum                | Tropkillaz                                                  | —                                                                        |
| "Big Bambu"                                        | 2015 | Não adicionado a nenhum álbum                | Tropkillaz, Sudden Beatz                                    | —                                                                        |
| "Bug That A$$ (Buttleg Rework"                     | 2015 | Não adicionado a nenhum álbum                | Tropkillaz                                                  | —                                                                        |
| "Dat Booty"                                        | 2015 | Não adicionado a nenhum álbum                | Tropkillaz, Party Favor                                     | —                                                                        |
| "Deixa Eu Dizer (Desabafo)"                        | 2015 | Não adicionado a nenhum álbum                | Tropkillaz, Leo Justi                                       | Leo Justi                                                                |
| "Exercise Ya Body"                                 | 2015 | Não adicionado a nenhum álbum                | Tropkillaz, JSTJR                                           | Desconhecido                                                             |
| "Falador Passa Mal (808 Surdo Edit)"               | 2015 | Não adicionado a nenhum álbum                | Tropkillaz                                                  | —                                                                        |
| "Fire"                                             | 2015 | Não adicionado a nenhum álbum                | Tropkillaz, Craze                                           | —                                                                        |
| "Ghetto Blasta"                                    | 2015 | Não adicionado a nenhum álbum                | Tropkillaz                                                  | —                                                                        |
| "Gorila"                                           | 2015 | Não adicionado a nenhum álbum                | Tropkillaz                                                  | —                                                                        |
| "Hardcore"                                         | 2015 | Não adicionado a nenhum álbum                | Tropkillaz                                                  | —                                                                        |
| "Heartaches"                                       | 2015 | Não adicionado a nenhum álbum                | Tropkillaz                                                  | —                                                                        |
| "Here We Go Now"                                   | 2015 | Não adicionado a nenhum álbum                | Snavs, Tropkillaz, Fatman Scoop                             | —                                                                        |
| "Hideho"                                           | 2015 | Não adicionado a nenhum álbum                | Tropkillaz                                                  | —                                                                        |
| "Hotdamn!"                                         | 2015 | Não adicionado a nenhum álbum                | Tropkillaz                                                  | —                                                                        |
| "I Got Style"                                      | 2015 | Não adicionado a nenhum álbum                | Tropkillaz                                                  | —                                                                        |
| "I Wouldn't Lie"                                   | 2015 | Não adicionado a nenhum álbum                | Tropkillaz, Surecut Kids                                    | —                                                                        |
| "Klap Ur Azz"                                      | 2015 | Não adicionado a nenhum álbum                | Tropkillaz, Kool Kojak, Lloyd Popp                          | —                                                                        |
| "Let the Ba$$"                                     | 2015 | Não adicionado a nenhum álbum                | Tropkillaz                                                  | —                                                                        |
| "Lightaz"                                          | 2015 | Não adicionado a nenhum álbum                | Tropkillaz, Four Color Zac                                  | —                                                                        |
| "Lunatic"                                          | 2015 | Não adicionado a nenhum álbum                | Tropkillaz                                                  | —                                                                        |
| "Mambo"                                            | 2015 | Não adicionado a nenhum álbum                | Tropkillaz                                                  | —                                                                        |
| "Money Ain't a Thang"                              | 2015 | Não adicionado a nenhum álbum                | Tropkillaz                                                  | —                                                                        |
| "Morena"                                           | 2015 | Não adicionado a nenhum álbum                | Tropkillaz, Nave                                            | —                                                                        |
| "One Here Comes the Two"                           | 2015 | Não adicionado a nenhum álbum                | Tropkillaz                                                  | —                                                                        |
| "Oouch"                                            | 2015 | Não adicionado a nenhum álbum                | Tropkillaz                                                  | —                                                                        |
| "Play it Louder"                                   | 2015 | Não adicionado a nenhum álbum                | Tropkillaz                                                  | —                                                                        |
| "Pump It"                                          | 2015 | Não adicionado a nenhum álbum                | Tropkillaz                                                  | —                                                                        |
| "Pomp Up the Volume"                               | 2015 | Não adicionado a nenhum álbum                | Tropkillaz, Meaux Green                                     | —                                                                        |
| "Que Passa Amigo"                                  | 2015 | Não adicionado a nenhum álbum                | Tropkillaz                                                  | —                                                                        |
| "Rock N Roll"                                      | 2015 | Não adicionado a nenhum álbum                | Tropkillaz                                                  | —                                                                        |
| "Two Drags"                                        | 2015 | Não adicionado a nenhum álbum                | Tropkillaz                                                  | —                                                                        |
| "Veneno"                                           | 2015 | Não adicionado a nenhum álbum                | Tropkillaz, Beauty Brain                                    | —                                                                        |
| "Way Up!"                                          | 2015 | Não adicionado a nenhum álbum                | Tropkillaz                                                  | —                                                                        |
| "Wine Yuh Back"                                    | 2015 | Não adicionado a nenhum álbum                | Tropkillaz, Ape Drums, Sukuward                             | Ape Drums                                                                |
| "Yeahyall"                                         | 2015 | Não adicionado a nenhum álbum                | Tropkillaz                                                  | —                                                                        |
| "É o Poder"                                        | 2015 | Não adicionado a nenhum álbum                | Karol Conká                                                 | —                                                                        |
| "Que Passa Amigo (Beauty Brain Remix)"             | 2015 | Não adicionado a nenhum álbum                | Tropkillaz, Beauty Brain                                    | —                                                                        |
| "Try Me"                                           | 2015 | Não adicionado a nenhum álbum                | Tropkillaz                                                  | —                                                                        |
| "Trampoline"                                       | 2016 | Não adicionado a nenhum álbum                | Tropkillaz, Lavina                                          | Lavina                                                                   |
| "Maracutaia"                                       | 2016 | Não adicionado a nenhum álbum                | Karol Conká                                                 | David Marroquino                                                         |
| "Vasilhame"                                        | 2016 | Ainda Há Tempo                               | Criolo                                                      | —                                                                        |
| "Toca na Pista"                                    | 2016 | Não adicionado a nenhum álbum                | Tropkillaz, Heavy Baile part. MC Tchelinho, MC Carol        | Leo Justi                                                                |
| "Put it On Me"                                     | 2016 | Braza Attack Vol.1 - EP                      | Tropkillaz part. Snappy Jit                                 | —                                                                        |
| "Booty to the Bass"                                | 2016 | Braza Attack Vol.1 - EP                      | Tropkillaz                                                  | —                                                                        |
| "Rayah"                                            | 2016 | Braza Attack Vol.1 - EP                      | Tropkillaz part. Shantel                                    | —                                                                        |
| "Mahabbah"                                         | 2016 | Braza Attack Vol.1 - EP                      | Tropkillaz                                                  | —                                                                        |
| "Stop!"                                            | 2016 | Braza Attack Vol.1 - EP                      | Tropkillaz part. Buku                                       | —                                                                        |
| "Viva La Vida"                                     | 2016 | Sou Filho da Lua                             | MC Guimê part. Tropkillaz                                   | Pedro Dash                                                               |
| "In the Sky Way Up"                                | 2016 | Não adicionado a nenhum álbum                | Retrohandz, Tropkillaz part. Richie Loop                    | Retrohandz                                                               |
| "100% Feminista"                                   | 2016 | Bandida                                      | MC Carol part. Karol Conká                                  | Leo Justi                                                                |
| "Maloca é Maré"                                    | 2016 | Sabotage                                     | Sabotage part. Funk Buia, Duani, Instituto, Rappin’ Hood    | Duani Mr. Bomba DJ Nuts Quincas Moreira DJ Cia Daniel Ganjaman Instituto |
| "Mosquito (Remix)"                                 | 2016 | Sabotage                                     | Sabotage                                                    | —                                                                        |
| "Freaks"                                           | 2016 | Não adicionado a nenhum álbum                | Tropkillaz                                                  | —                                                                        |
| "Kizumba!"                                         | 2016 | Não adicionado a nenhum álbum                | Tropkillaz                                                  | —                                                                        |
| "O Rolê é Nosso"                                   | 2017 | Não adicionado a nenhum álbum                | Karol Conká                                                 | —                                                                        |
| "Farofei"                                          | 2017 | Não adicionado a nenhum álbum                | Karol Conká part. Boss in Drama                             | Boss in Drama                                                            |
| "Boa Noite (SP Baile Mix)"                         | 2017 | Não adicionado a nenhum álbum                | Tropkillaz                                                  | —                                                                        |
| "Mentiras Bonitas                                  | 2017 | Manu                                         | Manu Gavassi                                                | Pedro Dash Marcelinho Ferraz                                             |
| "Lalá"                                             | 2017 | Não adicionado a nenhum álbum                | Karol Conká                                                 | —                                                                        |
| "Disbroqueia a Tela"                               | 2017 | Tchum Tchah - EP                             | Tropkillaz                                                  | —                                                                        |
| "Aceita"                                           | 2017 | Tchum Tchah - EP                             | Tropkillaz                                                  | —                                                                        |
| "Dibre"                                            | 2017 | Tchum Tchah - EP                             | Tropkillaz                                                  | —                                                                        |
| "Bonde do Sorriso"                                 | 2017 | Tchum Tchah - EP                             | Tropkillaz                                                  | —                                                                        |
| "Vai Malandra"                                     | 2017 | Checkmate - EP                               | Anitta, Zaac, Maejor part. Tropkillaz, Yuri Martins         | Yuri Martins                                                             |
| "Milk & Honey"                                     | 2018 | Não adicionado a nenhum álbum                | Tropkillaz, Aloe Blacc                                      | —                                                                        |
| "Loko"                                             | 2018 | Bonde do Major Lazer - EP                    | Tropkillaz, Major Lazer, MC Kevinho part. Busy Signal       | Major Lazer                                                              |
| "Terror do Baile"                                  | 2018 | Não adicionado a nenhum álbum                | Miaw part. Tropkillaz                                       | —                                                                        |
| "Dame Mais"                                        | 2018 | Não adicionado a nenhum álbum                | Tropkillaz, Rincon Sapiência, Clau                          | —                                                                        |
| "Perfect"                                          | 2019 | Random Shit From the Internet Era            | Sam Spiegel, Tropkillaz, Bia, MC Pikachu                    | Sam Spiegel                                                              |
| "Bola Rebola"                                      | 2019 | Não adicionado a nenhum álbum                | Tropkillaz, J Balvin, Anitta part. Zaac                     | —                                                                        |
| "Grow Like This"                                   | 2019 | Não adicionado a nenhum álbum                | Makj, Tropkillaz, Will K part. Demarco                      | Makj Will K Jr. Bloodline                                                |
| "Vou Te Levar"                                     | 2019 | Sinais - Parte I - EP                        | Di Ferrero                                                  | —                                                                        |
| "Little Square UBitchU"                            | 2019 | I Wanna Thank Me                             | Snoop Dogg part. Anitta                                     | —                                                                        |
| "Fênix"                                            | 2019 | Não adicionado a nenhum álbum                | Cabal                                                       | —                                                                        |
| "Que Calor"                                        | 2019 | Music is The Weapon                          | Major Lazer part. J Balvin, Al Alfa                         | Dee Mad Diplo                                                            |
| "Eye Contact"                                      | 2019 | APKÁ!                                        | Céu, Tropkillaz                                             | —                                                                        |
| "Muito Foda"                                       | 2019 | Não adicionado a nenhum álbum                | Jevon                                                       | —                                                                        |
| "Quem Mandou Chamar"                               | 2019 | Não adicionado a nenhum álbum                | Tropkillaz, Iza, Matuê                                      | —                                                                        |
| "Pasito"                                           | 2020 | Não adicionado a nenhum álbum                | Tropkillaz                                                  | —                                                                        |
| "Benzzz"                                           | 2020 | Não adicionado a nenhum álbum                | Tropkillaz, Racayd Mob                                      | —                                                                        |
| "Rave de Favela"                                   | 2020 | Music is the Weapon                          | MC Lan, Major Lazer, Anitta part. Beam                      | Ape Drums Diplo                                                          |
| "Freestyle"                                        | 2020 | Bivolt                                       | Bivolt part. Dada Yute, Tropkillaz                          | NAVE Beatz                                                               |
| "Uhhh Lá Lá"                                       | 2020 | Não adicionado a nenhum álbum                | Cortesia da Casa, Tropkillaz                                | Rodrigo Kuster Guto Dufrayer                                             |
| "Vem Pro Meu Condo"                                | 2020 | Não adicionado a nenhum álbum                | Afro B e Tropkillaz part. Duda Beat                         | —                                                                        |
| "Don’t Give Up"                                    | 2020 | Random Shit From the Internet Era            | Sam Spiegel part. Vic Mensa, Busta Rhymes, Sia              | Sam Spiegel                                                              |
| "Bonnie y Clyde"                                   | 2020 | Não adicionado a nenhum álbum                | MC Buzzz part. Tropkillaz                                   | —                                                                        |
| "Ziriguidum"                                       | 2020 | Não adicionado a nenhum álbum                | Tropkillaz, Rael, Dow Raiz                                  | —                                                                        |
| "Domingo"                                          | 2020 | Crianças Selvagens                           | Hot e Oreia part. Tropkillaz                                | —                                                                        |
| "Deus de Outro Lugar"                              | 2020 | Assim Tocam os Meus Tambores                 | Marcelo D2 part. Rogê, Tropkillaz                           | Mario Caldato Marcelo D2                                                 |
| "Do Mi Thing"                                      | 2020 | Sasco vs Assassin                            | Agent Sasco (Assassin), Tropkillaz, Sean Paul               | Desconhecido                                                             |
| "Sistema Obtuso"                                   | 2020 | Não adicionado a nenhum álbum                | Criolo, Tropkillaz                                          | —                                                                        |
| "Oooh! (I Like It)!                                | 2021 | Não adicionado a nenhum álbum                | Tropkillaz                                                  | —                                                                        |
| "Bumbum"                                           | 2021 | Não adicionado a nenhum álbum                | Tropkillaz                                                  | —                                                                        |
| "Galaxy Cluster"                                   | 2021 | Não adicionado a nenhum álbum                | Scorsi, Tropkillaz                                          | Scorsi                                                                   |
| "Yah Yah"                                          | 2021 | Versus Vol. 1                                | Danzo, MC Cabelinho, MC Dricka part. Marcelo D2, Tropkillaz | Nagalli                                                                  |
| "Vanilla"                                          | 2021 | Versus Vol. 1                                | MC Caverinha, Ferrugem, Yunk Vino part. Tropkillaz          | Nagalli Sam Silverman                                                    |
| "Vem Fácil"                                        | 2021 | Antes dos Stories                            | Cabal                                                       | —                                                                        |
| "Eu e Tu"                                          | 2021 | Não adicionado a nenhum álbum                | Mariana Cavanellas                                          | —                                                                        |
| "Ainda Sou Eu"                                     | 2021 | Antes dos Stories                            | Cabal                                                       | —                                                                        |
| "Zero Um"                                          | 2021 | Versus Vol. 1                                | MC Davi, MC Marks, Vulgo FK part. Tropkillaz                | —                                                                        |
| "Melhor Fase"                                      | 2021 | Versus Vol. 1                                | BK, MC Ryan SP, Tropkillaz                                  | —                                                                        |
| "Amanhã"                                           | 2021 | Antes dos Stories                            | Cabal part. Clau                                            | —                                                                        |
| "Ouro"                                             | 2021 | Versus Vol. 1                                | KayBlack, Xamã, Orochi part. Tropkillaz                     | —                                                                        |
| "Antes dos Stories"                                | 2021 | Antes dos Stories                            | Cabal part. Rodrigo Ogi                                     | —                                                                        |
| "Nóis Pode Tudo"                                   | 2021 | Versus Vol. 1                                | Kawe, MC Hariel, MC Don Juan part. Tropkillaz               | —                                                                        |
| "Cleane"                                           | 2021 | Não adicionado a nenhum álbum                | Criolo, Tropkillaz                                          | —                                                                        |
| "Rave do Trap (Versus Vol. 1)"                     | 2021 | Não adicionado a nenhum álbum                | DJ GBR, Tropkillaz                                          | Scorsi                                                                   |
| "Only Fans"                                        | 2021 | Workstars                                    | MC Igu, Yunk Vino part. Tropkillaz                          | —                                                                        |
| "Okey Okey"                                        | 2021 | Versus Vol. 1                                | Felp 22, Gaab, Sidoka part. Tropkillaz                      | —                                                                        |
| "Go Back"                                          | 2021 | Não adicionado a nenhum álbum                | Thiaguinho, Céu, Tropkillaz                                 | —                                                                        |
| "Edifício Brasil"                                  | 2021 | Não adicionado a nenhum álbum                | Samantha Schmütz                                            | —                                                                        |
| "Afrodate (Dreadlov)"                              | 2021 | Deusa Dulov (Vol. 1) - EP                    | Larissa Luz, Tropkillaz                                     | —                                                                        |
| "Cupido Erê"                                       | 2022 | Deusa Dulov (Vol. 1) - EP                    | Larissa Luz, Tropkillaz                                     | —                                                                        |
| "TBT"                                              | 2022 | Deusa Dulov (Vol. 1) - EP                    | Larissa Luz, Tropkillaz                                     | —                                                                        |
| "Montanha Russa"                                   | 2022 | Deusa Dulov (Vol. 1) - EP                    | Larissa Luz, Tropkillaz                                     | —                                                                        |
| "Brinca Só"                                        | 2022 | Deusa Dulov (Vol. 1) - EP                    | Larissa Luz, Tropkillaz                                     | —                                                                        |
| "Bossa Loka"                                       | 2022 | Não adicionado a nenhum álbum                | Samantha Schmütz                                            | —                                                                        |
| "Diário do Kaos"                                   | 2022 | Sobre Viver                                  | Criolo, Tropkillaz                                          | —                                                                        |
| "Pretos Ganhando Dinheiro Incomoda Demais"         | 2022 | Sobre Viver                                  | Criolo                                                      | —                                                                        |
| "Moleques São Meninos, Crianças São Também"        | 2022 | Sobre Viver                                  | Criolo part. Tropkillaz                                     | —                                                                        |
| "Ogum Ogum"                                        | 2022 | Sobre Viver                                  | Criolo part. Mayra Andrade                                  | Daniel Ganjaman Marcelo Cabral                                           |
| "Sétimo Templário"                                 | 2022 | Sobre Viver                                  | Criolo part. Tropkillaz                                     | —                                                                        |
| "Me Corte na Boca do Céu, A Morte Não Pede Perdão" | 2022 | Sobre Viver                                  | Criolo part. Milton Nascimento                              | Criolo                                                                   |
| "Yemanjá Chegou"                                   | 2022 | Sobre Viver                                  | Criolo                                                      | —                                                                        |
| "Quem Planta Amor Aqui Vai Morrer"                 | 2022 | Sobre Viver                                  | Criolo part. Tropkillaz                                     | —                                                                        |
| "Aprendendo a Sobreviver"                          | 2022 | Sobre Viver                                  | Criolo                                                      | Daniel Ganjaman                                                          |
| "Cachorrinhas"                                     | 2022 | Não adicionado a nenhum álbum                | Luísa Sonza                                                 | —                                                                        |
| "Ninguém Dorme"                                    | 2022 | Influendo - EP                               | TroyBoi, Tropkillaz, MC Lan                                 | TroyBoi                                                                  |
| "Distopia"                                         | 2022 | Jardineiros                                  | Planet Hemp part. Criolo                                    | Planet Hemp NAVE Beatz Abel Duarte Cainã Bomilcar                        |
| "A Mosca"                                          | 2022 | Não adicionado a nenhum álbum                | BaianaSystem, Tropkillaz part. Dog Murras, Vandal           | —                                                                        |
| "Zoo Girl"                                         | 2022 | Mata                                         | M.I.A.                                                      | P2J Cadenza                                                              |
| "Ainda"                                            | 2022 | Jardineiros                                  | Planet Hemp, Tropkillaz                                     | —                                                                        |
| "Saudades"                                         | 2023 | Thereza                                      | Dan Jogo                                                    | Dan Jogo Rvssian JLZ                                                     |
| "São Paulo"                                        | 2023 | Não adicionado a nenhum álbum                | Tropkillaz, Deekapz                                         | —                                                                        |
| "Ay-Yo"                                            | 2023 | Ay-Yo                                        | NCT 127                                                     | Kenzie Dem Jointz                                                        |
| "Presente"                                         | 2023 | Não adicionado a nenhum álbum                | BaianaSystem, Gilsons, Tropkillaz                           | José Gil Seko Bass                                                       |
| "Rio de Janeiro"                                   | 2023 | Não adicionado a nenhum álbum                | Tropkillaz, Sango                                           | —                                                                        |
| "Todo Mundo Louco"                                 | 2023 | Vilã                                         | Ludmilla, Capo Plaza, Tropkillaz, Ape Drums                 | Ajaxx Ape Drums                                                          |
| "Solteiro Sou um Perigo"                           | 2023 | Mellokillaz - EP                             | Marshmello, Tropkillaz, MC Delux                            | Marshmello                                                               |
| "Tambor de Aço"                                    | 2023 | Iboru                                        | Marcelo D2                                                  | NAVE Beatz Mario Caldato Jr.                                             |
| "AEIOU"                                            | 2023 | Não adicionado a nenhum álbum                | Rebecca, Pabllo Vittar, Vivi Wanderley                      | —                                                                        |
| "Movimenta"                                        | 2023 | Mellokillaz - EP                             | Marshmello, Tropkillaz, Mu540 part. MC GW                   | Marshmello                                                               |
| "Taka Taka"                                        | 2023 | Mellokillaz - EP                             | Marshmello, Tropkillaz, MC RD                               | Marshmello                                                               |
| "Vem K Me Dá"                                      | 2023 | Mellokillaz - EP                             | Marshmello,Tropkillaz, TMJ                                  | Marshmello                                                               |
| "Bruxa"                                            | 2023 | Mellokillaz - EP                             | Marshmello, Tropkillaz                                      | Marshmello                                                               |
| "Papola"                                           | 2023 | Mellokillaz - EP                             | Marshmello, Tropkillaz, Tokisha part. MC Dricka             | Marshmello                                                               |
| "Não Vamos Desistir"                               | 2023 | Jardineiros: A Colheita                      | Planet Hemp, Black Alien                                    | Daniel Ganjaman Planet Hemp                                              |
| "Favela"                                           | 2023 | Não adicionado a nenhum álbum                | Treyce                                                      | StarGate                                                                 |
| "Te Amo"                                           | 2023 | Não adicionado a nenhum álbum                | Tropkillaz, TroyBoi                                         | TroyBoi                                                                  |
| "Se Envolver"                                      | 2023 | Sintonia T4 (Trilha Sonora da Série Netflix) | Fanieh                                                      | —                                                                        |
| "Vida Dupla"                                       | 2023 | Sintonia T4 (Trilha Sonora da Série Netflix) | Kant                                                        | —                                                                        |
| "Milagre"                                          | 2023 | Sintonia T4 (Trilha Sonora da Série Netflix) | Jottapê                                                     | —                                                                        |
| "Kurumi Kaluana"                                   | 2023 | Não adicionado a nenhum álbum                | Tropkillaz, Different J, Kaê Guajajara, Owerá               | —                                                                        |
| "Nunca Tenha Medo"                                 | 2023 | Jardineiros: A Colheita                      | Planet Hemp, Posdnuos                                       | Mario Caldato Jr. NAVE Beatz                                             |
| "Booty Drop"                                       | 2023 | Não adicionado a nenhum álbum                | Doechii                                                     | StarGate Taylor Ross FNZ                                                 |
| "Borogodó"                                         | 2023 | Não adicionado a nenhum álbum                | BaianaSystem part. Duda Beat                                | SekoBass                                                                 |
| "Back for More"                                    | 2023 | The Dream Chapter: Freefall                  | Tomorrow X Together, Anitta                                 | Ryan Tedder Tyler Spry Slow Rebbit                                       |
| "Do Mesmo Lado"                                    | 2023 | Admirável Chip Novo (Re)ativado              | Criolo, Tropkillaz                                          | —                                                                        |
| "Vem Com Tudo"                                     | 2023 | Não adicionado a nenhum álbum                | Rael, Gloria Groove, Tropkillaz                             | —                                                                        |
| "Ne-Yo"                                            | 2023 | Dois                                         | Luccas Carlos                                               | —                                                                        |
| "Lose Ya Breath"                                   | 2024 | Funk Generation                              | Anitta                                                      | —                                                                        |
| "Love in Common"                                   | 2024 | Funk Generation                              | Anitta                                                      | —                                                                        |
| "Savage Funk"                                      | 2024 | Funk Generation                              | Anitta                                                      | DJ GBR                                                                   |

### Remixes
| Canção                                            | Ano  | Álbum                                     | Artista(s) original(is)                               |
| ------------------------------------------------- | ---- | ----------------------------------------- | ----------------------------------------------------- |
| "Hide" (Tropkillaz Remix)                         | 2013 | Não adicionado a nenhum álbum             | N.A.S.A.                                              |
| "Odoiá (In Your Eyes)" (Tropkillaz Remix)         | 2015 | Insight (Remixes) - Single                | Jaloo                                                 |
| "Figure 8" (Tropkillaz VIP Remix)                 | 2015 | Não adicionado a nenhum álbum             | The Kemist, Tropkillaz                                |
| "Look Alive" (Sam Spiegel & Tropkillaz Remix)     | 2016 | Não adicionado a nenhum álbum             | Rae Sremmurd                                          |
| "Let Me Love You" (Tropkillaz & MC Livinho Remix) | 2016 | Não adicionado a nenhum álbum             | DJ Snake part. Justin Bieber                          |
| "Plaqtudum" (Tropkillaz Remix)                    | 2019 | Não adicionado a nenhum álbum             | Recayad Mod, Tropkillaz, Jé Santiago, Derek, Dfideliz |
| "Saci" (Remix)                                    | 2019 | Não adicionado a nenhum álbum             | BaianaSystem                                          |
| "5 More Days 'Til Summer" (Tropkillaz Remix)      | 2019 | Não adicionado a nenhum álbum             | Lenny Kravitz                                         |
| "Cabeça de Papel" (Remix)                         | 2020 | Não adicionado a nenhum álbum             | Baiana System                                         |
| "Goin' Home" (Tropkillaz Remix)                   | 2020 | Não adicionado a nenhum álbum             | Sam Spiegel                                           |
| "Jamming" (Tropkillaz Remix)                      | 2021 | Não adicionado a nenhum álbum             | Bob Marley & The Wailers, Tiwa Savage                 |
| "Saúde" (Tropkillaz Remix)                        | 2021 | RIta Lee & Roberto - Classix Remix Vol. I | Rita Lee                                              |
| "Veneno da Lata" (Tropkillaz Remix)               | 2021 | Fernanda Abreu - 30 Anos de Baile         | Fernanda Abreu                                        |
| "HyperParadise" (Tropkillaz Remix)                | 2021 | Não adicionado a nenhum álbum             | Hermitude                                             |
| "Better Things" (Tropkillaz Remix)                | 2023 | Não adicionado a nenhum álbum             | Aespa                                                 |

## Discografia

### Extended plays(EPs)
| Título             | Detalhe do EP                                                                                       |
| ------------------ | --------------------------------------------------------------------------------------------------- |
| Braza Attack Vol.1 | - Lançamento: 17 de junho de 2016 - Gravadora: Mad Decent - Formatos: Streaming, download digital   |
| Tchum Tchah        | - Lançamento: 21 de julho de 2017 - Gravadora: Independente - Formatos: Streaming, download digital |

#### EPs colaborativos
| Título                                 | Detalhe do EP                                                                                             |
| -------------------------------------- | --- |
| Deusa Dulov (Vol. 1) (com Larissa Luz) | - Lançamento: 22 de janeiro de 2022 - Gravadora: Nzinga - Formatos: Streaming, download digital           |
| Mellokillaz (com Marshmello)           | - Lançamento: 16 de junho de 2023 - Gravadora: Joytime Collective - Formatos: Streaming, download digital |